# Авенида Индепенденсия
Авенида Индепендсия (исп. Avenida Independencia) — один из основных проспектов южной части города Буэнос-Айрес, Аргентина.

## Особенности
В своём путешествии с востока на запад, проспект проходит через несколько районов Буэнос-Айреса, являясь границей между районами Конститусьон и Монсеррат, а также Сан-Кристобаль, Бальванера, Альмагро и Боэдо.
Авенида Индепенденсия проходит параллельно проспектам Авенида Касерос, Авенида Сан-Хуан; Авенида Хуан де Гарай, Авенида Бельграно и Авенида Ривадавия.
На проспекте Авенида Индепенденсия расположены две станции метро линии C и линии E метрополитена Буэнос-Айреса и в 250 метрах от проспекта находится станция метро Венесуэла линии H.
Авенида Индепенденсия в 19 веке была узкой улицей небольшого города Буэнос-Айрес. Западная часть этой улицы была проселочной дорогой, которая уходила в пампасы. В 1822 году президент Бернардино Ривадавия  предложил расширить улицу, чтобы превратить её в проспект, а на западе границей новому проспекту стала улица Авенида Энтре-Риос (ранее называлась Камино-де-Лас-Тунас).
Тем не менее, на участке между Авенида Энтре-Риос и рекой, Авенида Индепенденсия оставалась узкой мощеной улицей и даже в районе Сан-Тельмо, что продлилось до 1970-х годов. В июле 1904 года вышло городское постановление, регулирующее строительство новых зданий, для чего было рассмотрено расширение центральной части старой колониальной улицы. Поэтому на улице ещё долго оставались здания колониального периода  начала девятнадцатого века, некоторые из них были даже старше такие как Дом духовных упражнений 1799 года (№ 1190).
Уже в 1971 году состоялось открытие проспекта Авенида 9 июля (строительство началось в 1937 году), достигшего проспекта Авенида Индепенденсия, к тому времени снос старых домов до номера 1000 был завершен и расширение проспекта Авенида Индепенденсия было начато около 1978 года, во время руководства Буэнос-Айресом мэра Освальдо Касиаторе.

## Путешествуя по улице
Проспект начинается от улицы Авенида Инхеньеро Уэрго, в непосредственной близости от инженерного факультета Университета Буэнос-Айреса, на границе районов Сан-Тельмо и Пуэрто-Мадеро. В первом квартале проспект проходит между зданием Всеобщей конфедерации труда Аргентины и несколькими старыми домами, построенными для сотрудников федеральной полиции, которые в будущем наверно будут снесены. После пересечения проспекта Авенида Пасео Колон, Авенида Индепенденсия проходит недалеко от Plazoleta Coronel Manuel de Olazábal и памятника Canto al Trabajo созданного архитектором Рохелио Урутиа.
Эта земля является частью района Сан-Тельмо, и здесь она стала садами и начальными школами или просто широкими тротуарами. Часто встречаются рисунки на стенах. На углу улицей Balcarce, расположен старый колониальный дом, в котором с 1969 года расположен бар El Viejo Almacen, один из баров танго в Буэнос-Айресе. Под номером № 466 находится внушительное здание Артуро Л. Равина, кооператив El Hogar Obrero. На углу с улицей Перу находится школа Hipólito Vieytes, основанная в 1882 году.
На углу с улицей Пьедрас, проспект служит границей между районами Монсеррат и Конститусьон. Под номером 900 расположена Plazoleta Castelao, рядом с которой расположен вход на станцию метро Индепенденсия линии C. Через квартал Авенида Индепенденсия пересекает проспект Авенида 9 де Хулио. В следующем квартале, расположен Santa Casa de Ejercicios Espirituales (Святой дом духовных упражнений) и на углу с улицей Лима расположена сервисная станция Shell, известная утечкой из топливных баков, которая обрушилась на станцию метро Индепенденсия линии E. На противоположной стороне расположен Universidad Argentina de la Empresa, частный университет.
В этом квартале также доминируют высотных здания и в последнее время наблюдается большое развитие рынка недвижимости в районе проспекта Авенида Индепенденсия. У здания под номером 1800, проспект пересекается с проспектом Авенида Энтре-Риос, рядом с рынком Mercado San Cristóbal (1944 года направления аргентинской архитектуры SEPRA), и является границей между районами Бальванера и Сан-Кристобаль. В этом районе преимущественно жилые здания.
У здания под номером 2600, проспект проходит рядом с Национальным институтом технологического образования (INET), на пересечении с улицей Сааведра расположена техническая школа "Фрай Луис Бельтран" (№ 10, 5о), и на пересечении с Авенида Хухуй под номером 3065 располагается здание факультета психологии Университета Буэнос-Айреса, а под номером 3270/74 находится la Torre de la Independencia (Башня независимости) (1998), высокий жилой дом с частным парком и бассейном.
На углу с улицей Санчес де Лория, проспект Авенида Индепенденсия служит границей между районами Альмагро и Боэдо. От дома под номером 3600, идёт короткая Авенида Боэдо. В этом квартале построены новые здания, но в основном здесь находятся малоэтажные старые дома и промышленные склады. В здании под номером 4221 находится супермаркет большой сети супермаркетов Disco. У здания под номером 4400, проспект пересекает Авенида Ла-Плата, чтобы продолжиться под другим названием, как Авенида Хуан Баутиста Альберди в районе Кабальито.

## Галерея
- Здание Артуро Равина
- Бар El Viejo. Склад в настоящее время
- В районе Сан-Тельмо
- Церковь Iglesia de la Inmaculada Concepción
- Пересечение с проспектом 9 июля
- Кампус UADE (улица Лима)
- Угол Авенида_Индепенденсия и Combate de los Pozos. Вид на восток
- Факультет психологии UBA. Авенида_Индепенденсия 3.065